# اچ‌نوام‌اس تیر (ان۵۰)
اچ‌نوام‌اس تیر (ان۵۰) (به انگلیسی: HNoMS Tyr (N50)) یک کشتی است که طول آن ۴۲٫۵ متر (۱۳۹٫۴ فوت) می‌باشد.